# Carine Leblanc
Carine Leblanc est une productrice, productrice déléguée, productrice associée, productrice exécutive et directrice de production française d'œuvres audiovisuelles et cinématographiques.

## Biographie
Carine Leblanc est diplômée de l’Université Laval à Québec, Canada. Au cours de sa carrière, elle participe à la production de toutes formes de créations dans la réalisation, le spectacle vivant, la publicité, l’édition, les jeux ou l’animation. Elle travaille pendant plus de dix ans pour Agat Films & Cie - Ex Nihilo, mais collabore également avec Gaumont, Téléma, Pyramid Productions, Télé Images Productions ou encore Ciné Valse,. Elle accompagne notamment les projets de Bertrand Blier, Marc Caro et Cédric Klapisch.
Pendant dix-sept, elle gère Cargo Films, la société du cinéaste Jean-Jacques Beineix, puis poursuit son engagement dans l’accompagnement de projets auprès de la productrice Marianne Slot chez Slot Machine, société de production de longs métrages, axée sur le cinéma d'auteur international,. Elle travaille entre Paris et Barcelone.

## Productions
Parmi une liste non exhaustive :
- 2006 : Requiem for Billy The Kid d'Anne Feinsilber, Cargo Films
- 2006 : Allez Yallah ! de Jean-Pierre Thorn, Cargo Films
- 2011 : Hellville de Rémy Busson, Yann Drevon, Aurélien Duhayon, Laurent Durieux, Floriane Pichon, Maxime Mege-Ythier, Raphaël Tillie, Julien Soler, Gonglin Wang, court métrage,

- 2012 : Le mystère des momies coptes d'Antinoé de Jackie Bastide, documentaire, Cargo Films
- 2013 : Les Gaulois au-delà du mythe de Jean-Jacques Beineix, documentaire, Cargo Films, Les Films du 3 Mars

- 2017 : Une femme douce de Sergei Loznitsa, Slot Machine, Arte France Cinéma, GP Cinema Company, LOOKSfilm, Studio Uljana Kim, Wild at Art, Graniet Film BV, Solar Media Entertainment
- 2017 : Pau, la força d'un silenci de Manuel Huerga, téléfilm, Euskal Irrati Telebista, Institut Català de les Empreses Culturals, Minoria Absoluta, Région Occitanie/Pyrénées-Méditerranée, Televisió de Catalunya

- 2018 : Voyage à Yoshino de Naomi Kawase, Slot Machine, LDH, Kumie

- 2018 : Woman at War de Benedikt Erlingsson, Slot Machine, Gulldrengurinn, Solar Media Entertainment, Köggull Filmworks, Vintage Pictures, Icelandic Film Center

- 2021 : Le Grand Marin de Dinara Droukarova, Slot Machine, Arte France Cinéma, Gulldrengurinn, Mystery Productions, Rouge International, Scope Pictures
- 2021 : Sis dies corrents de Neus Ballús, Distinto Films, El Kinògraf, Beta Cinema, Generalitat de Catalunya - Departament de Cultura, Institut Català de les Empreses Culturals (ICEC), Instituto de la Cinematografía y de las Artes Audiovisuales (ICAA), Movistar+, Radiotelevisión Española, Slot Machine, Televisió de Catalunya, Université Pompeu-Fabra

- 2022 : Babi Yar. Contexte de Sergei Loznitsa, Slot Machine
- 2022 : Eureka de Lisandro Alonso, 4L, Bord Cadre Films, Rosa Filmes, Slot Machine, Sovereign Films

## Distinctions
- 2018 : Nordic Council Film Prize pour Woman at War, partagé avec Benedikt Erlingsson (réalisatrice/scénariste/productrice), Ólafur Egilsson (scénariste), Marianne Slot (productrice), Conseil nordique.